# Братская могила борцов за советскую власть (Ижевск)
Бра́тская моги́ла борцо́в за сове́тскую власть, поги́бших в 1918 году — памятник красноармейцам, погибшим при освобождении Ижевска от восставших против большевиков ижевчан. Обелиск расположен на Красной площади в Ижевске, рядом с Михаило-Архангельским собором. Является памятником истории регионального значения Удмуртской республики. Открыт 7 ноября 1922 года.

## История
Первые похороны на Красной горке состоялись 20 ноября 1918 года, когда были захоронены тела 24 большевиков. В последующие годы здесь похоронили ещё несколько человек. В первые годы существования некрополя на могилах были установлены деревянные памятники. Проект мемориала был рассмотрен и утверждён на заседании Совета депутатов Ижевска в июне 1920 года. В братской могиле возле обелиска покоятся останки 35 большевиков, погибших в восстаниях в годы гражданской войны.
В 1920-е годы в ходе демонстраций на Красной площади устраивался общий митинг, и с балкона памятника выступали ораторы.
В 1937 году коммунисты разрушили Михаило-Архангельский собор. В 1967 году к обелиску перенесли могилу ижевского революционера И. Д. Пастухова.
В феврале 2007 года началось восстановление Михаило-Архангельского собора и ремонт мемориала. Исторический облик некрополя изменился: памятник лишился чугунной ограды и двух крыльев, а лестница была уменьшена и переориентирована на север. Также была демонтирована кованая ограда вокруг монумента. Обелиск венчает бронзовый вензель из букв «РСФСР», обвитый листьями дуба и лавра, символизирующими крепость и неувядаемую славу.

## Галерея

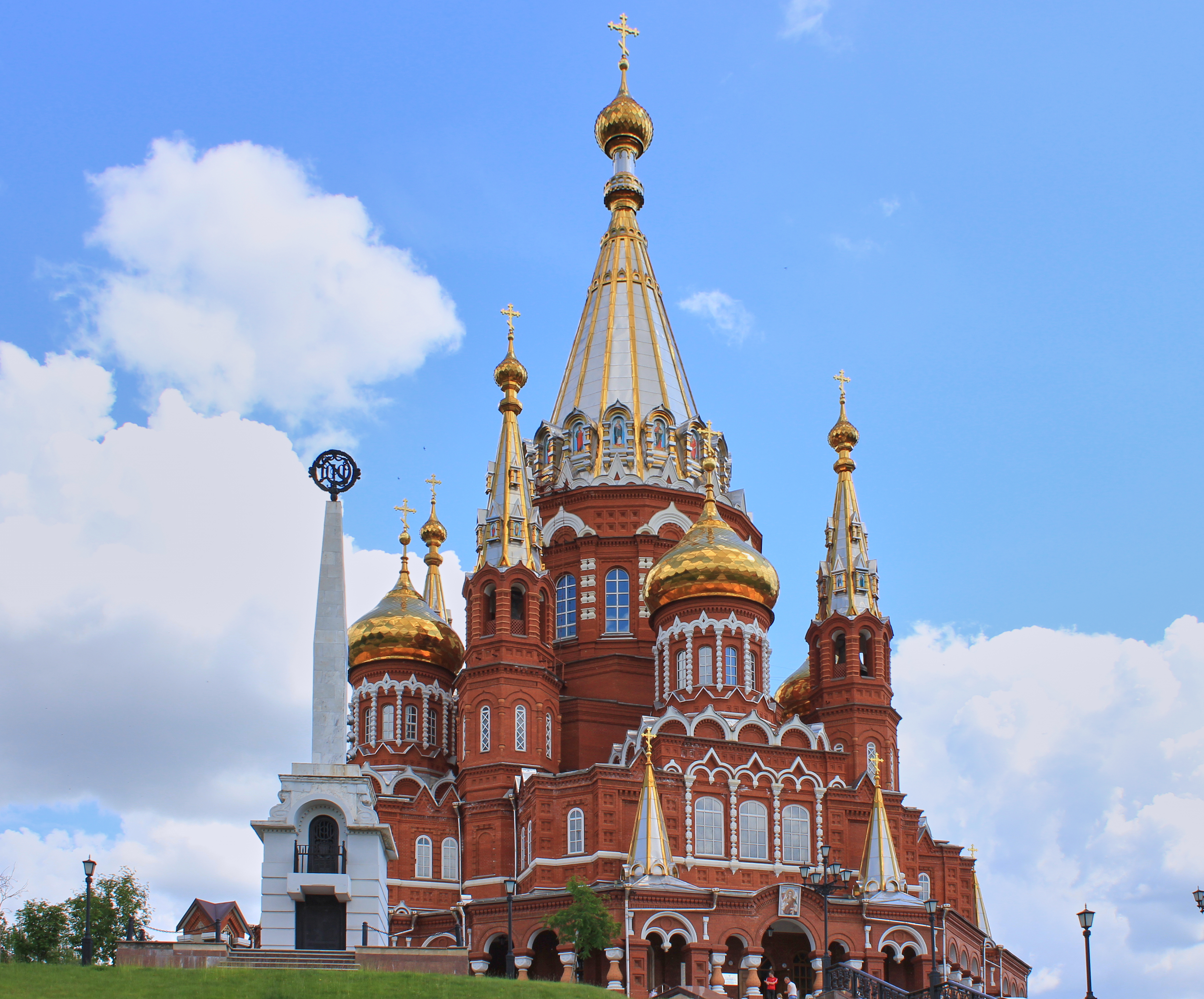
Обелиск на фоне собора
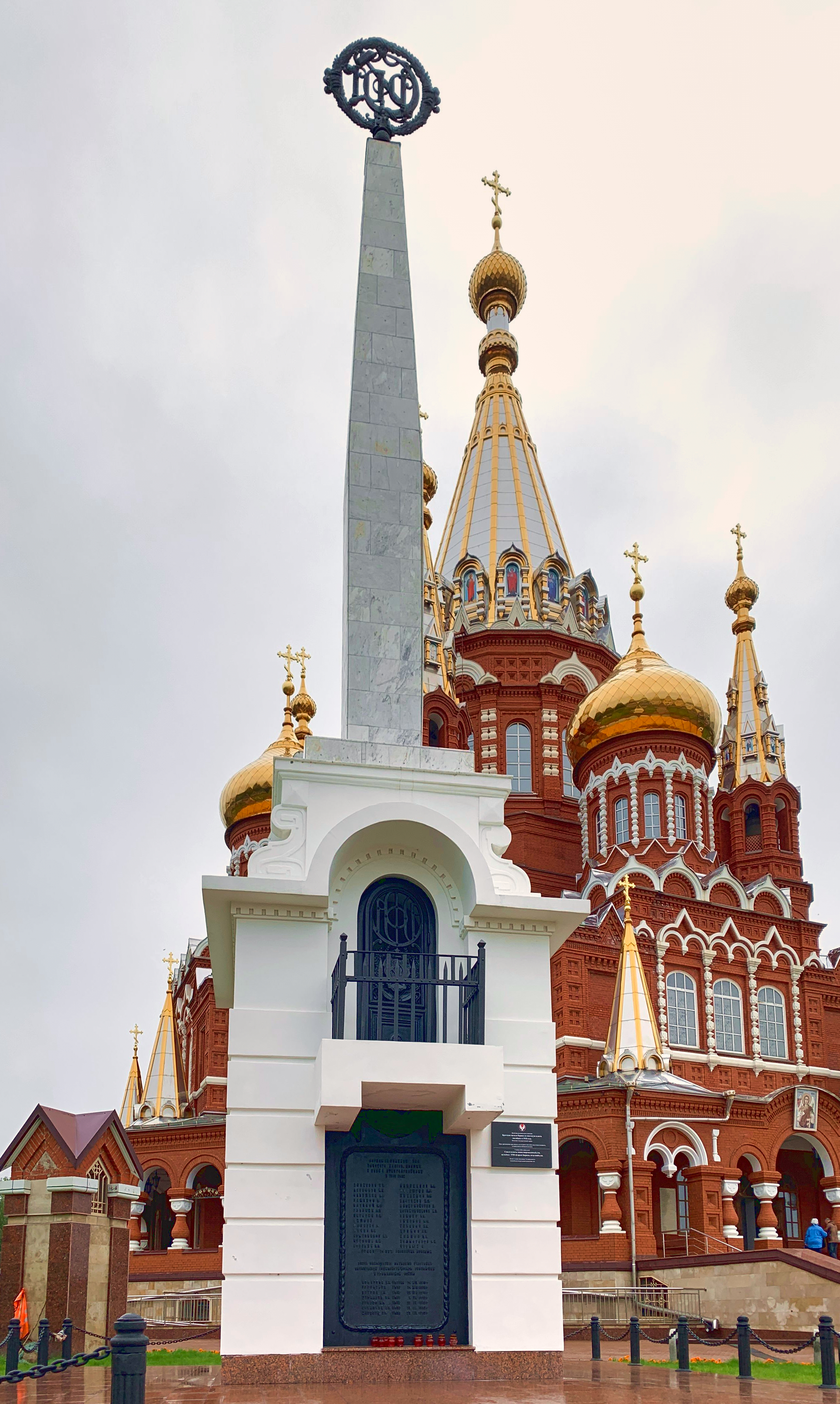
Вид с запада
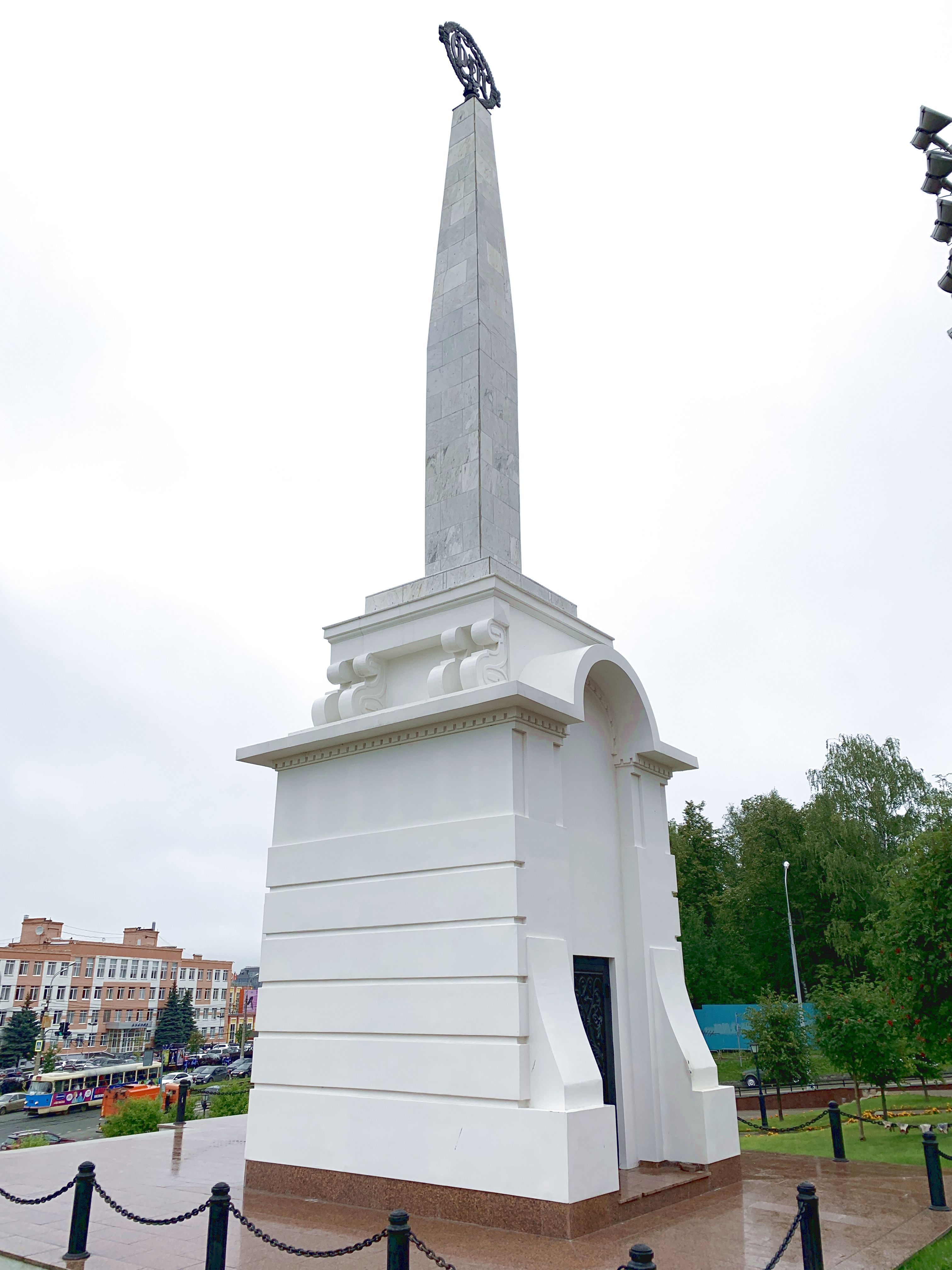
Вид с востока
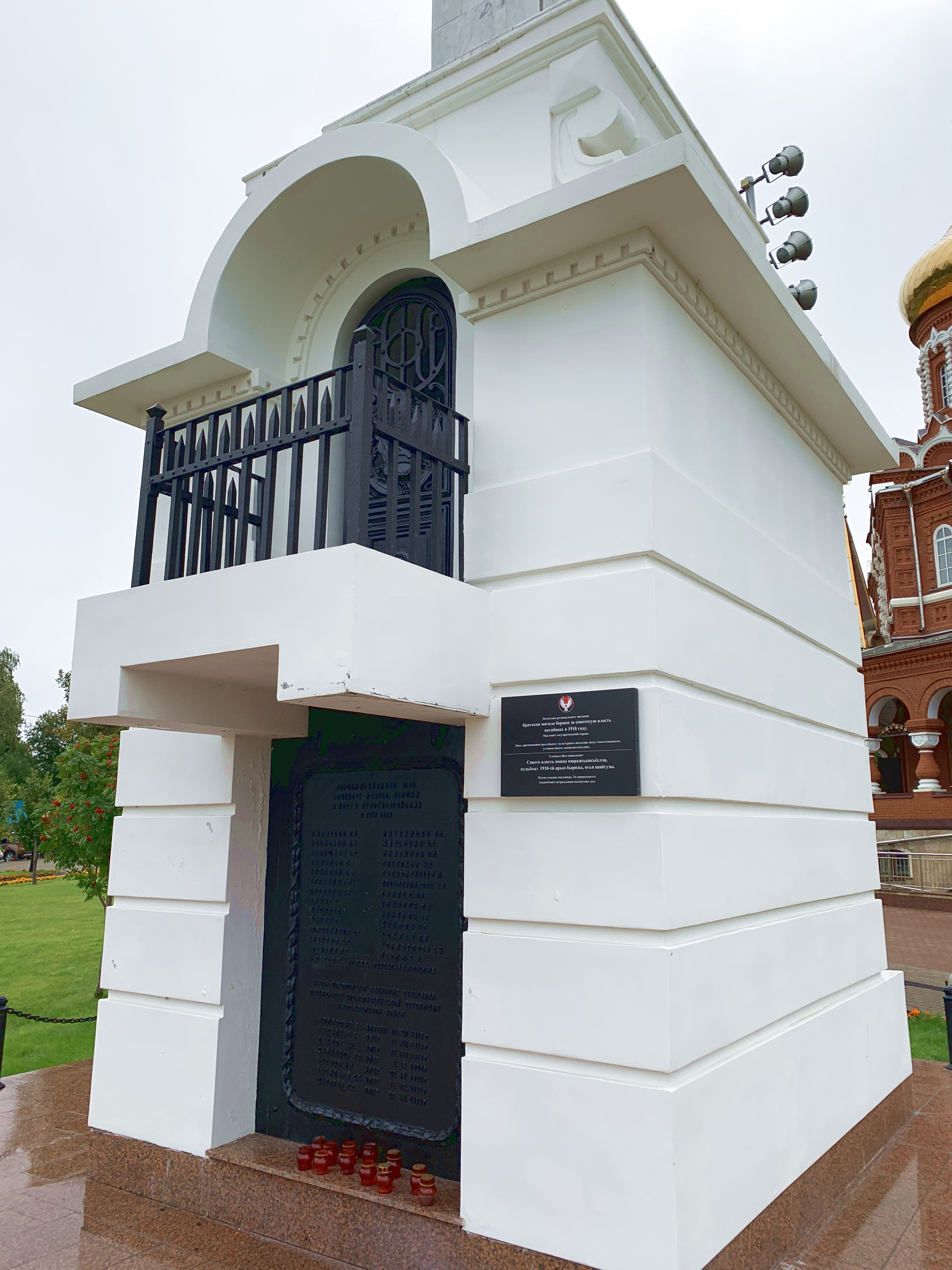
Вид с запада
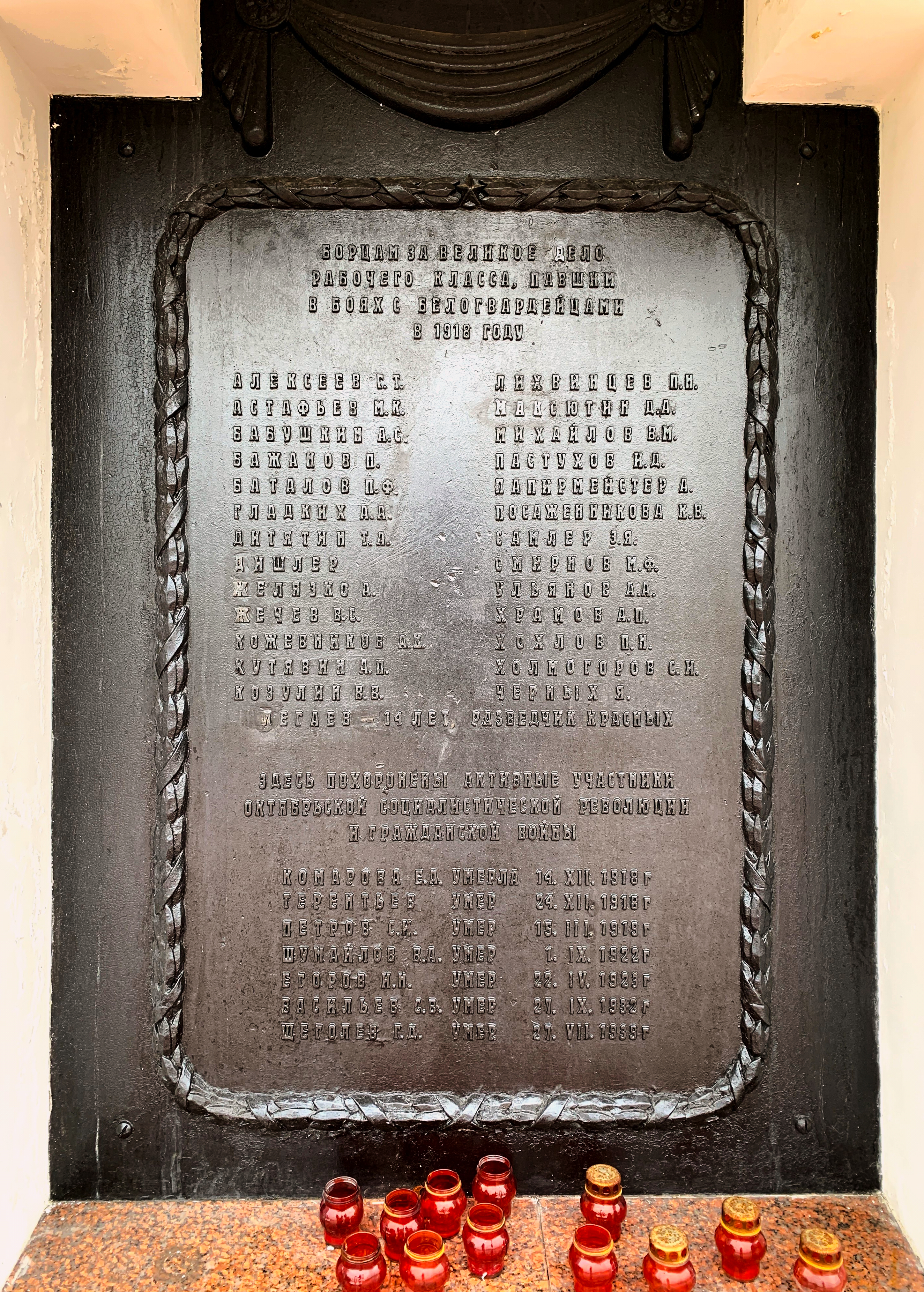
Табличка в нише